# Andrzej Mariusz Trautman
Andrzej Mariusz Trautman, poljski matematik, fizik in kozmolog, * 4. januar 1933, Varšava, Poljska.

## Življenje in delo
Trautman je pomembno prispeval k razumevanju klasične gravitacije v splošnem, kot tudi k razumevanju Einsteinove splošne teorije relativnosti.
Izhajal je iz umetniške družine. Pri dvanajstih letih se je njegova družina preselila v Pariz, kjer je hodil v francosko gimnazijo. Leta 1955 je diplomiral na Tehniški univerzi v Varšavi. Nato se je preusmeril na fiziko. Najprej je študiral na Fizikalnem inštitutu v Varšavi pri Infeldu. Nanj so v tem času vplivala dela Piranija, Bondija, Newmana, Komarja, Schückinga in Penrosea, ki so vsi pomembno prispevali v zlato dobo teorije relativnosti (1960-1975).
V letu 1960 sta Trautman in Ivor Robinson odkrila eno od najpomembnejših družin točnih rešitev Einsteinovih enačb polja, Robinson-Trautmanov ničti prah. Kasneje je raziskoval Einstein-Cartanovo teorijo gravitacije in sodeloval s Subrahmanyanom Chandrasekharjem.
Med Trautmanovi študenti sta znana fizik Demiański, ki je odkril drugo pomembno rešitev, in znani matematik Lasota, pisec več matematičnih učbenikov.